# Suối Tọ
Suối Tọ là một xã thuộc huyện Phù Yên, tỉnh Sơn La, Việt Nam.
Xã có diện tích 140,8 km², dân số năm 1999 là 2.235 người, mật độ dân số đạt 16 người/km².

## Vị trí địa lý
Suối Tọ nằm ở phía bắc của huyện,cách thị trấn khoảng 20 km về phía bắc, phía đông bắc giáp huyện trạm tấu (yên bái),phía tây bắc giáp với xã Háng Đồng-Bắc Yên,phía đông nam giáp với xã Quang Huy,Xã Huy Bắc, phía nam giáp với xã Gia Phù, phía tây nam giáp với xã suối Bau và xã (phiêng ban- huyện bắc yên). 
1. 1 2 3  "Mã số đơn vị hành chính Việt Nam". Bộ Thông tin & Truyền thông. Bản gốc lưu trữ ngày 24 tháng 3 năm 2013. Truy cập ngày 10 tháng 4 năm 2012.
2. ↑  Tổng cục Thống kê

## Dân tộc
Dân tộc: 100% dân tộc Mông sinh sống.

## Thôn bản
Xã suối tọ gồm chín bản:
1.Bản Suối Dinh
2.Bản pắc Bẹ A
3.Bản pắc Bẹ B
4.Bản pắc Bẹ C
5.Bản Suối Tọ
6.Bản Lúng Khoái A
7.Bản Lúng Khoái B
8. Bản Suối Khang
9. Bản Bản Trò